# Columbus Delano

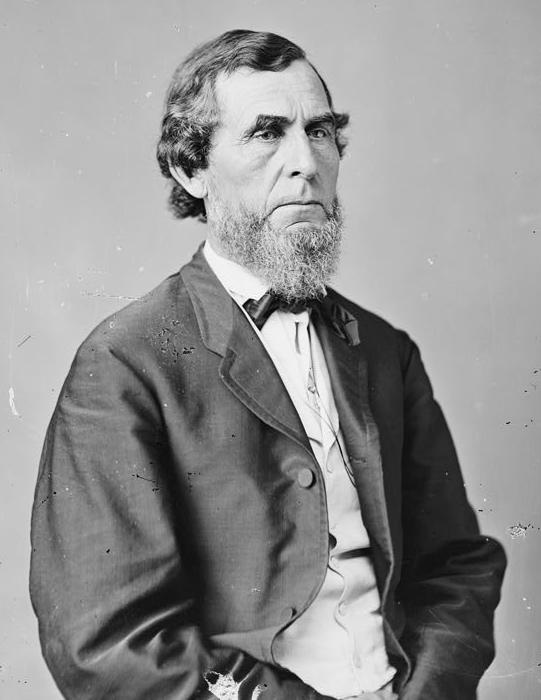
Columbus Delano

Columbus Delano, född 4 juni 1809 i Shoreham, Vermont, död 23 oktober 1896 i Mount Vernon, Ohio, var en amerikansk politiker och statstjänsteman. Han var ledamot av USA:s representanthus 1845-1847, 1865-1867 och 1868-1869. Han var chef för skatteverket Bureau of Internal Revenue 1869-1870. Han tjänstgjorde sedan som USA:s inrikesminister 1870-1875.
Delano flyttade 1817 med sina föräldrar till Ohio. Han studerade juridik och inledde 1831 sin karriär som advokat i Mount Vernon, Ohio. Han gick med i whigpartiet och representerade Ohios 13:e distrikt i USA:s representanthus 1845-1847. Han kandiderade inte till omval efter en mandatperiod i representanthuset. Han ville i stället bli guvernör i Ohio men lyckades inte vinna partiets nominering.
Efter whig-partiets nedgång bestämde sig Delano för att gå med i republikanerna. Han var på nytt kongressledamot, den gången för Ohios 10:e distrikt, 1865-1867 och 1868-1869. Han var sedan chef för skatteverket fram till den 1 november 1870. Inrikesministern Jacob Dolson Cox avgick i protest mot korruptionen och efterträddes av Delano. Under Delanos tid som minister var korruptionen ett speciellt stort problem inom Bureau of Indian Affairs, en del av inrikesdepartementet. Korruptionsskandalen ledde 1875 till Delanos avgång. Han efterträddes av Zachariah Chandler. Delano återvände till Ohio för att arbeta som bankdirektör.
Delano avled 1896 och gravsattes på Mound View Cemetery i Mount Vernon, Ohio.